# شركة بولي أكريل إيران
شركة بولي أكريل إيران ، وهي بخلاف ، شركة أصفهان بولي أكريل هي شركة إيرانية عامة منتجة وموزعة للألياف الصناعية ومنتجات البوليستر. تأسست في عام (1353 ه) - (1972 م) من خلال شركة دوبونت دونمور . ولديها خمسة مصانع في أصفهان تسمى أكريليك . لديها ترخيص SNIA. و عملت مع مصنعي المنسوجات. كان لديها 2200 عامل وموظف قبل حبس الرهن والإفلاس البنكي. كان عدد المساهمين فيها 15000 مساهم ، وتقع على بعد 45 كيلومترًا على طريق أصفهان - مباركة .